# Număr Riesel
Un număr Riesel este un număr natural impar k cu proprietatea că {\displaystyle k\times 2^{n}-1} este un număr compus, pentru orice număr natural n. Cu alte cuvinte, dacă k este un număr Sierpiński, toate numerele din următoarea mulțime sunt numere compuse:
{\displaystyle \left\{\,k\cdot 2^{n}-1:n\in \mathbb {N} \,\right\}.}
Pe de altă parte, dacă numărul este de forma {\displaystyle k\times 2^{n}+1}, atunci k se numește număr Sierpiński.

## Numere cunoscute
Șirul numerelor Riesel cunoscute în prezent este:
509203, 762701, 777149, 790841, 992077, 1106681, 1247173, 1254341, 1330207, 1330319, 1715053, 1730653, 1730681, 1744117, 1830187, 1976473, 2136283, 2251349, 2313487, 2344211, 2554843, 2924861, ...